# Eduard Mansvelt
Eduard Mansvelt, Edward Mansvelt o Mansfield, fue un pirata y corsario neerlandés del siglo XVII ejecutado por los españoles en 1666. Ya tenía experiencia en la piratería cuando fue reclutado por Sir Edward Modyford, Gobernador de la colonia de Jamaica, y en tal condición encabezó ataques contra Curazao, Cuba y las costas del reino de Guatemala. Aparentemente recibió de los británicos el título de Almirante.
En 1666 acaudilló una importante expedición pirata para apoderarse de la provincia de Costa Rica, llevando como segundo a Henry Morgan. Aunque Mansvelt y sus hombres llegaron hasta la población indígena de Turrialba, en sus vecindades les atacó una diminuta fuerza enviada por el gobernador de Costa Rica Juan López de la Flor y Reinoso, y se retiraron súbitamente a la costa caribeña, donde se reembarcaron. La inesperada retirada de los piratas fue atribuida en Costa Rica a un milagro de Nuestra Señora de Ujarrás, que por tal motivo pasó a conocerse como la Virgen del Rescate.
Después de su fracaso en Costa Rica, Eduard Mansvelt y sus compañeros de fechorías saquearon Veraguas y Coclé (Panamá) y se apoderaron de la isla de Providencia, en la actual Colombia, con el aparente propósito de convertirla en una base para las actividades bucaneras en ese sector del Caribe. 
Sin embargo, cuando Mansveld llegó a Jamaica y dio a conocer sus planes al gobernador Modyford, éste se opuso rotundamente y prohibió bajo pena de muerte efectuar reclutamientos para el proyecto de Providencia. Mansveld se dirigió entonces a la isla de la Tortuga, célebre refugio de piratas, donde seguramente encontraba esperar el apoyo de otros forajidos, pero en la travesía fue interceptado por una nave española y tomado como prisionero. 
Los españoles lo condujeron a Portobelo, Panamá, en cuya plaza mayor fue degollado, en castigo a sus muchos delitos y maldades.